# Antonina Maria Verna
Antonia Maria Verna (ur. 12 czerwca 1773 w Turynie; zm. 25 grudnia 1838 tamże) – włoska zakonnica, założycielka Instytutu Sióstr Miłosierdzia Niepokalanego Poczęcia, Błogosławiona Kościoła Katolickiego.

## Życiorys
Była drugim dzieckiem swoich rodziców. Już w bardzo młodym wieku uczyła dzieci katechizmu, została zakonnicą. Założyła Instytut Sióstr Miłosierdzia Niepokalanego Poczęcia. Pierwszy dom opieki otworzyła w 1819 roku. Zmarła w opinii świętości, mając 65 lat. Została pochowana w podziemiach kościoła.
Jej proces beatyfikacyjny rozpoczął się w 1937 roku. 19 grudnia 2009 roku papież Benedykt XVI podpisał dekret o heroiczności cnót Antonii Marii Verny, a 14 stycznia 2011 roku podpisał dekret o cudzie. Jej beatyfikacja odbyła się w dniu 2 października 2011 roku.